# Saale
Saale (nemško: [ˈzaːlə]), poznano tudi kot Saška Saale (nemško Sächsische Saale) in Turinška Saale (nemško Thüringische Saale), je reka v Nemčiji in levi brežni pritok Labe. Ne smemo ga zamenjati z manjšim frankovskim Saaleom, desnim pritokom Majne, ali Saale v Spodnji Saški pritokom Leine.

## Etimologija
Ime Saale izhaja iz protoindoevropskega korena *séles »močvirje«, grškemu hélos »močvirje, travnik«, sanskrtskemu sáras »jezero, ribnik«, Sárasvati »sveta reka«, staroperzijsko Harauvati »reka Hārūt«. Lahko je tudi povezano z indoevropskim korenom *sal, »sol«.
Slovansko ime Saale, Solawa, ki ga še vedno najdemo v lužiških besedilih, izhaja iz starovisokonemškega sol, "sol" in awa, "voda".

## Potek
Saale izvira na pobočju gore Großer Waldstein blizu Zell v pokrajini Fichtelgebirge v Zgornji Frankovski (Bavarska), na nadmorski višini 728 metrov. Sledi vijugasti smeri v smeri severa in po prehodu proizvodnega mesta Hof vstopi v Turingijo. Teče med gozdnatimi nizkimi hribi Turinškega gozda, dokler ne doseže doline Saalfeld. Po zapustitvi Saalfelda Saale doseže Rudolstadt. Tu prejme vode reke Schwarze, v dolini katere leži porušeni grad Schwarzburg, sedež prednikov nekdanje vladajoče hiše Schwarzburg.
Pri Saalfeldu Saale vstopi v apnenčasto hribovje severno od Turinškega gozda in se vije pod hribi, ki obdajajo univerzitetno mesto Jena, potem naprej v zvezno deželo Saška - Anhalt in mimo zdravilišča Bad Kösen ter po izlivu globokega in plovnega Unstruta vanjo pri Naumburgu teče mimo Weißenfelsa, Merseburga, Halleja, Bernburga in Calbeja. Končno se združi z Labo tik nad Barbyjem, potem ko je prepotovala razdaljo 413 kilometrov—skrajšano za 14 kilometrov z obvoznico od njene naravne dolžine 427 kilometrov.
Saale je plovna od Naumburga, načrtovano od Leune ter povezana z Belim Elstrom pri Leipzigu z nedokončanim prekopom. Tla v spodnjem delu njene doline so izjemno rodovitna in dajejo poleg drugih pridelkov tudi velike zaloge sladkorne pese. Med njenimi pritoki so Beli Elster, Južni in Severni Regnitz in Orla na desnem bregu ter Ilm, Unstrut, Salza, Wipper in Bode na levem. Njen zgornji tok je hiter. V njeni dolini je vse do Merseburga veliko gradov, ki krasijo okoliške vzpetine.